# Omro (Wisconsin)
Omro – miasto w Stanach Zjednoczonych, w stanie Wisconsin, w hrabstwie Winnebago.